# 329-я пехотная дивизия (вермахт)
329-я пехотная дивизия (нем. 329. Infanterie-Division) — тактическое соединение сухопутных войск вооружённых сил нацистской Германии периода Второй мировой войны.
Первоначально, она была создана в декабре 1941 года, как одна из четырёх охранных дивизий для подавления возможных восстаний в Германии (план «Валькирия»), из запасных и учебных частей.
15 декабря 1942 года подразделение было переименовано в 329-ю пехотную дивизию. В качестве эмблемы выбрали молот, через который бьёт молния. Отсюда и прозвище дивизии — «Дивизия молота».

## История дивизии
Дивизия была создана в декабре 1941 года на военном полигоне Борне-Сулиново из воинских частей 6-го военного округа (Рейнланд-Вестфалия). В феврале 1942 года прибыла на Восточный фронт. Во время передвижения, 553-й пехотный полк из состава дивизии был переброшен авиацией к блокированным в «демянском котле» немецким частям с целью их усиления и, в конечном итоге, прорыва из котла.
Остальные части дивизии, после прибытия на фронт в область действия 16-й армии, были переданы под командование Зейдлица-Курцбаха, создавшего боевую группу, задачей которой было деблокирование окружённых в «демянском котле» 2-го и 10-го армейских корпусов. Операция по деблокированию получила кодовое название «Наводка моста» (нем. Unternehmen Brückenschlag). Затем, дивизия использовалась на различных участках фронта. В ноябре 1942 в её состав снова вошёл 553-й моторизованный (гренадерский) полк. После Демянской наступательной операции Красной Армии в начале 1943 года, дивизия участвовала в оборонительных боях к югу от озера Ильмень, в районе Старой Руссы. В ноябре 1943 года подразделение переброшено под Псков, после того как советские войска прорвали немецкий фронт в этом районе. Вместе с 81-й пехотной дивизией, она должна была восстановить отрезанную связь с группой армий «Центр». В феврале 1944 года отступила от Линии «Пантера», на которую возлагали большие надежды, в район Пустошки.
Обороняясь, во время советской операции Багратион, дивизия летом 1944 года отступила в Себеж, затем через Лудзу в Резекне и Лаудону до района Эргли, где она и провела последнюю успешную контратаку против наступающих советских войск (Операция «Двойная голова»). Из Яунпилса дивизия отступила в район Салдуса. Подразделение попало в Курляндский котёл и после ожесточённых боёв, капитулировало 8 мая 1945 года вместе со всей группой армий «Курляндия».

## Подчинение дивизии
| Дата         | Корпус                | Армия             | Группа армий |
| ------------ | --------------------- | ----------------- | ------------ |
| декабрь 1941 |                       |                   | ОКХ          |
| январь 1942  |                       | передислокация    | «Север»      |
| март 1942    | 10-й армейский корпус | 16-я армия        | «Север»      |
| июль 1942    | 2-й армейский корпус  | 16-я армия        | «Север»      |
| март 1943    | 10-й армейский корпус | 16-я армия        | «Север»      |
| апрель 1943  | группа «Хёне»         | 16-я армия        | «Север»      |
| июнь 1943    | 10-й армейский корпус | 16-я армия        | «Север»      |
| декабрь 1943 | 8-й армейский корпус  | 16-я армия        | «Север»      |
| апрель 1944  | 2-й армейский корпус  | 16-я армия        | «Север»      |
| июль 1944    | 10-й армейский корпус | 16-я армия        | «Север»      |
| август 1944  | 10-й армейский корпус | 18-я армия        | «Север»      |
| октябрь 1944 | 38-й армейский корпус | группа «Грассера» | «Север»      |
| ноябрь 1944  | 38-й армейский корпус | группа «Клеффеля» | «Север»      |
| декабрь 1944 | 38-й армейский корпус | 16-я армия        | «Север»      |
| февраль 1945 | 38-й армейский корпус | 16-я армия        | «Курляндия»  |

## Районы действия
Дивизия действовала в составе группы армий «Север» (затем, группы армий «Курляндия») в следующих районах:
| Период                        | Примечание                                                                         | Район |
| ----------------------------- | ---------------------------------------------------------------------------------- | --- |
| декабрь 1941                  | формирование                                                                       | Борне-Сулиново |
| февраль 1942                  | передвижение                                                                       | Белосток, Гродно, Вильнюс, Даугавпилс, Псков, Дно |
| февраль-ноябрь 1942           | только 553-й пехотный полк                                                         | Холм |
| март 1942                     | в составе боевой группы «Зейдлиц»                                                  | Старое, Заполосье, Дреково, Лучин, Щерензы, Замостье |
| 21 марта 1942                 | атака группы «Зейдлица»                                                            | Щучново, Выставка, Артемьево |
| 25 марта — 18 апреля 1942     | атака группы «Зейдлица»                                                            | Соколово, Ловать |
| апрель — июнь 1942            | оборона                                                                            | Журиково — Варечье — Корчёвка — Соколово — Сифельфальд — Великое — Село — Горушка                                                                             |
| июнь/июль — ноябрь 1942       | оборона                                                                            | юго-запад от Стрелец |
| сентябрь 1942                 | операция «Unternehmen Höcker» (только 551-й и 552-й пехотные полки)                | южнее Сучьего болота |
| конец сентября 1942           | операция «Unternehmen Michael» (только 551-й пехотный и 10-й артиллерийский полки) | южнее истоков реки Ловать |
| середина октября 1942         | операция «Unternehmen Puszta»                                                      | высота Ларина в Стрельцах |
| на 12 ноября 1942             | перемещение                                                                        | Колома, Игнатицы, Демьянск |
| 18 ноября 1942 — февраль 1943 | оборона                                                                            | озеро Великое — Дунаевщина — Исаково — Сухая — Вотищи — Кирилловщина                                                                                          |
| на 14 февраля 1943            | создание демьянского плацдарма                                                     | Линии сопротивления I—VIII |
| конец февраля — май 1943      | оборона                                                                            | р. Ловать юго-восточнее Глухой Горушки, Каркачёво, Ляхново, Верёвкино, Козлово                                                                                |
| на 10 мая 1943                | пополнение                                                                         | западнее оз. Ильмень |
| на 24 мая 1943                | оборона                                                                            | Старая Русса — Шимск |
| ноябрь 1943                   | оборона                                                                            | Псков |
| на 21 ноября 1943             | оборона                                                                            | Пустошка |
| март 1944                     | линия «Пантера»                                                                    | р. Великая — оз. Быстрое — лес восточнее Котова — 1 км к востоку от Норкино — Фролово — Старая Пустошка — Новоселье — Нестерово — 1 км к востоку от Разгулино |
| июль 1944                     | нем. „Reiherstellung“                                                              | район Пустошки |
| июль 1944                     | нем. „Lettlandstellung“                                                            | южнее Себежа на Малково, Sebesch о Malkowo, восточнее станции Заварня, затем на север мимо Левново и Борок                                                    |
| июль 1944                     |                                                                                    | Лагаринка — Себеж — Назарово — Рубаново — восточнее Ерёмкино — Громады — южнее Кусково                                                                        |
|                               | Себеж, Лудза, Резекне, Лаудона до района Эргли                                     | |
| июль 1944                     | нем. „Rosittenstellung“                                                            | Лаудона |
| август 1944                   | оборона                                                                            | юго-восточнее Берзауне |
| август 1944                   | оборона                                                                            | занятие и обустройство плацдарма на реке Огре |
| август 1944                   | оборона                                                                            | западнее Эргли, плацдарм на Огре |
| сентябрь 1944                 | отступление                                                                        | нем. „Schwanenburgstellung“ - „Wendenstellung“ - „Segewoldstellung“ - „Tukkumstellung“                                                                        |
| октябрь 1944                  | пополнение                                                                         | Ауце |
| ноябрь 1944                   | оборона                                                                            | нем. „Brunhildenstellung“ |
| ноябрь 1944                   | место сбора                                                                        | Район Броцени, северо-восточнее Салдуса |
| ноябрь 1944                   | оборона                                                                            | северо-восточнее Эзере — юго-восточнее Курсиши (Kursīši) |
| февраль 1945                  | оборона                                                                            | линия фронта за Йеглес на севере от Дангаса вплоть до высоты Пампали                                                                                          |
| на 8 мая 1945                 | оборона                                                                            | Планки — Кини — Кестери — севернее Стрики |

## Состав дивизии
За всю историю дивизии, в её составе произошло много изменений. Среди прочих, расформирование 553-го моторизованного (гренадерского) полка после понесённых им тяжёлых потерь в сентябре 1944 и включение вместо него частей 21-й авиаполевой дивизии под названием «21-я полковая группа ВВС». Осенью 1943 была переведена в категорию «44-я дивизия нового вида». По существу, в 1942-1945, следующие подразделения составляли ядро дивизии:

### Боевые части
- 551-й пехотный полк
- 552-й пехотный полк
- 553-й пехотный полк (в 1944 заменён на 21-ю полковую группу ВВС)
- 329-й противотанковый артиллерийский дивизион
- 329-й стрелковый батальон
- 329-й разведывательный батальон
- 329-я штурмовая артиллерийская батарея (лето 1944)

### Части боевого обеспечения
- 329-й артиллерийский полк
- 329-й сапёрный батальон

### Части управления
- 329-й дивизион связи

### Части снабжения
- 329-й полевой запасной батальон
- 329-й полк снабжения

## Командующие
| Звание            | Имя             | Дата            |
| ----------------- | --------------- | --------------- |
| генерал-лейтенант | Гельмут Касторф | 30 декабря 1941 |
| полковник         | Бруно Хипплер   | 7 марта 1942    |
| полковник         | Йоханнес Майер  | 22 марта 1942   |
| генерал-лейтенант | Пауль Винтер    | 9 августа 1943  |
| генерал-лейтенант | Йоханнес Майер  | сентябрь 1943   |
| генерал-майор     | Вернер Шульце   | 16 июля 1944    |
| генерал-лейтенант | Конрад Менкель  | 20 октября 1944 |
| генерал-майор     | Вернер Шульце   | 1 января 1945   |
| генерал-лейтенант | Конрад Менкель  | май 1945        |

## Награды
Солдаты и офицеры дивизии были награждены Рыцарским крестом Железного креста (15 человек), Рыцарским крестом Железного креста с Дубовыми листьями (3 человека) и Йоханнес Майер — Рыцарским крестом Железного креста с Дубовыми листьями и Мечами.

## Память
Оформленный как музей, памятник погибшим воинам подразделения находится на лесном кладбище Лаухейде, при деревенской гостинице, между Мюнстером и Тельгте.